# Rangers Football Club
Il Rangers Football Club, noto semplicemente come Rangers o Glasgow Rangers (fuori della Scozia), è una società calcistica scozzese con sede nella città di Glasgow. Milita in Scottish Premiership, massima serie del Campionato scozzese di calcio.
A livello nazionale è stata a lungo la prima squadra in Scozia per numero di titoli ufficiali vinti (117), record adesso sorpassato dai rivali cittadini del Celtic a quota 119. Nella bacheca del club figurano: 
55 campionati (record condiviso con il Celtic), 34 Coppe di Scozia e 28 Coppe di Lega (record).
A livello internazionale nella bacheca del club figura 1 Coppa delle Coppe. Complessivamente il club si è aggiudicato 118 trofei ufficiali, 117 nazionali e 1 internazionale, che la rendono la seconda squadra più vincente di Scozia, alle spalle del Celtic.
Insieme ai rivali storici dei Celtic forma la cosiddetta Old Firm del calcio scozzese, una delle più forti e accese rivalità sportive di tutti i tempi. Il Celtic viene tradizionalmente associato alla comunità cattolica di Glasgow (ha anche un nutritissimo seguito tra i tifosi irlandesi), mentre i Rangers ne rappresentano la parte protestante.
Affiliata alla Scottish Football Association (SFA), la squadra ha preso parte a 121 dei 125 campionati di massima divisione scozzese disputati fino ad oggi. Il club è andato incontro al fallimento nel 2012: entrato in liquidazione il 14 giugno di quell'anno, ha venduto tutti i suoi cespiti ad una nuova società, la The Rangers Football Club Ltd di Charles Green, per la somma di cinque milioni e mezzo di sterline (circa sette milioni di euro), configurando così la cessione del ramo d'azienda e preservando la storia e l'identità del club; l'affiliazione dei Rangers alla SFA è stata confermata a condizione di un anno di sospensione del calciomercato. La squadra originaria è entrata in liquidazione il 31 ottobre 2012 ed è ripartita dal più basso livello del calcio scozzese professionistico, la Scottish League Two (quarta serie).
I Rangers sono stati il primo club britannico a raggiungere una finale di un torneo UEFA, e hanno vinto la Coppa delle Coppe UEFA nel 1972, dopo avere già raggiunto la finale in due occasioni: nel 1961 e nel 1967. Una quarta finale in Europa è stata quella relativa alla Coppa UEFA 2008, arrivata dopo l'eliminazione nella fase a gironi della Champions League dello stesso anno, dove circa 200.000 sostenitori si recarono a Manchester, pur essendo la finale contro lo Zenit di San Pietroburgo in realtà vista da circa 44.000 spettatori allo stadio City of Manchester. La squadra ha nuovamente raggiunto la finale di questa competizione nella stagione 2021-22, con la denominazione mutata in Europa League, uscendo tuttavia sconfitta ai calci di rigore contro l'Eintracht Francoforte. Con la vittoria della Scottish Premier League nel 2003, i Rangers hanno conquistato il 50º titolo nazionale della loro storia (prima squadra al mondo a riuscire in questa impresa), motivo per cui sulle maglie da gioco lo stemma del club è sormontato da cinque stelle, ognuna delle quali rappresenta 10 campionati vinti.

## Storia

### Dalle origini al nuovo secolo (1872-1900)
Il club venne fondato nel marzo 1872 dai fratelli Peter e Moses McNeil, da William McBeath e da Peter Campbell. I fondatori decisero di chiamarlo Rangers dal nome di una squadra inglese di rugby. La prima partita della neonata squadra fu giocata contro il Callander Football Club e si concluse 0-0. Secondo alcuni, tuttavia, la vera data di fondazione del Rangers sarebbe stata il 1873, anno in cui si ebbe il primo meeting annuale del club e vennero eletti i primi membri.
A piccoli passi, ma progressivamente, la squadra crebbe e già nel 1876 Moses McNeil divenne il primo giocatore dei Rangers a vestire la maglia della nazionale scozzese per un'amichevole contro il Galles. Nel 1877 e nel 1879 i Rangers arrivarono alla finale della Coppa di Scozia, entrambe le volte persa contro il Vale of Leven. Del 1888 è, invece, il primo di oltre 370 derby cittadini contro il Celtic, perso per 2-5, che diede origine alla Old Firm. Il 1890 vide i Rangers tra i fondatori della Lega Calcio scozzese e l'anno successivo li vide campioni nazionali a pari merito del Dumbarton, squadra contro la quale i Rangers pareggiarono 2-2 nell'incontro di spareggio per il titolo dopo che la stagione regolare li aveva visti finire appaiati in testa alla classifica. Nel 1894 arrivò la prima vittoria nella Coppa di Scozia, al termine della finale vinta per 3-1 contro i rivali del Celtic. Precedentemente, quando la Lega Calcio scozzese ancora non era stata costituita, i Rangers giocarono anche nella Coppa d'Inghilterra, della quale raggiunsero nel 1887 la semifinale, poi persa contro l'Aston Villa.
Gli ultimi quattro anni del secolo videro i Rangers aggiudicarsi due Coppe (1897 e 1898) e due titoli di campione di Scozia (1899 e 1900) consecutivi. Il campionato 1898-99, in particolare, è degno di nota perché la squadra vinse tutte le 18 partite in calendario.
Fino a quel momento la squadra non aveva una struttura societaria definita, come pure neppure un allenatore: fu proprio nel 1899 che il club divenne una società regolarmente registrata e al dirigente addetto all'arbitro William Wilton venne affidato il ruolo di allenatore. Venne anche formato un consiglio d'amministrazione e fu eletto presidente James Henderson.

### Wilton e Struth: mezzo secolo di successi (1901-1954)
Sotto la guida di William Wilton - affiancato, in seguito, dal suo vice Bill Struth - la squadra vinse sette titoli nel primo ventennio del nuovo secolo, dal 1901 al 1920. In particolare, quest'ultimo titolo giunse al termine di una stagione da record: avendo mancato di riconfermarsi campioni nel 1919, i Rangers affrontarono il torneo successivo decisi a riprendersi il primo posto, e lo ottennero alla fine di un campionato in cui segnarono 106 goal in 42 incontri. Wilton non fece in tempo, tuttavia, a godersi l'ennesimo trionfo perché morì nel maggio del 1920 a causa di un incidente in barca, cosa questa che portò Struth alla guida della squadra per 34 stagioni consecutive, fino al 1954: in quel periodo l'ex braccio destro di Wilton portò nella bacheca dei Rangers 18 titoli di campione scozzese, 10 Coppe di Scozia e anche 2 Coppe di Lega, dando al club anche il primo treble scozzese nel 1948-49.

### Scott Symon e l'Europa (1954-1967)
Bill Struth lasciò l'incarico di allenatore nel 1954 dopo il double di un anno prima e il suo posto fu preso da Scott Symon, il terzo allenatore in 55 anni di storia societaria dei Rangers. Symon rimase per 13 stagioni alla guida della squadra, nel corso dei quali la condusse fuori dai confini del Regno Unito con risultati anche di rilievo: l'UEFA aveva, infatti, istituito nel 1955 la Coppa dei Campioni e, nel 1960, la Coppa delle Coppe. A fronte, quindi, dei sei titoli nazionali (1956, 1957, 1959, 1961, 1963 e 1964) e delle cinque Coppe di Scozia (1960, 1962, 1963, 1964 e 1966), nonché l'ennesimo treble campionato / Coppa di Scozia / Coppa di Lega nel 1964, arrivò anche la prima partecipazione alla Coppa dei Campioni 1956-57, che si risolse in un'eliminazione a opera del Nizza nella terza partita di spareggio agli ottavi di finale. Nel 1959-60 la squadra arrivò fino alla semifinale, perdendo contro l'Eintracht Francoforte con un complessivo 4-12 (1-6 e 3-6), ma nel 1961 fu la prima squadra britannica a raggiungere una finale europea, quella della Coppa delle Coppe, persa con un complessivo 1-4 contro la Fiorentina (0-2 a Glasgow, 1-2 a Firenze). Prima di lasciare l'incarico, Symon guidò i Rangers a un'altra finale di Coppa delle Coppe, quella del 1966-67, persa contro il Bayern Monaco ai tempi supplementari (nella stessa stagione in cui il Celtic vinceva la Coppa dei Campioni).

### Waddell e il successo europeo (1969-1972)
Barcellona, Camp Nou, 24 maggio 1972
RANGERS - DINAMO MOSCA 3-2
Marcatori: 23' Stein, 40' e 49' Johnston, 60' Estrekov, 87' Machovikov.
RANGERS: McCloy, Jardine, Greig (c), Johnstone, Mathieson, D. Smith, Conn, MacDonald, McLean, Stein, Johnston.
Allenatore: William Waddell.
DINAMO MOSCA: Pil'guj, Basalaev, Szabó (c), Žikov, Dolbosonov (69' Gerškovič), Žukov, Dolmatov, Machovikov, Bajdačnyj, Žakubik (56' Eštrekov), Evrjužichin.
Allenatore: Konstantin Beskov.
Arbitro:  Ortiz de Mendebil.
L'uscita di Symon fu seguita da un breve interregno di Davie White, durato due stagioni prive di successi. Nel 1969 giunse sulla panchina dei Rangers il quinto tecnico della storia del club, Willie Waddell. A lui è legato l'unico successo della squadra fuori dai confini patrii, la Coppa delle Coppe 1971-72 vinta battendo la Dinamo Mosca per 3-2 al Camp Nou di Barcellona, in una finale che vide anche l'invasione di campo di circa 10.000 scozzesi ubriachi a un minuto dalla fine dell'incontro; invasione ripetuta al fischio finale, che impedì la cerimonia di premiazione e che diede vita ad accesi scontri non privi di brutalità con la polizia spagnola. L'invasione costò ai Rangers la squalifica internazionale per due stagioni, poi ridotte a una dall'UEFA, ma anche così la squadra, che aveva fallito per un punto la scalata al titolo nazionale, non poté difendere nella stagione successiva la Coppa vinta.
La vittoria europea, comunque, giungeva poco meno di un anno e mezzo dopo il secondo grande disastro di Ibrox del 1971 e fu vissuta come l'uscita da un lungo periodo buio. Poche settimane dopo la vittoria della Coppa delle Coppe Waddell lasciò l'incarico per diventare direttore generale del club, e il suo posto fu preso dal suo ex-braccio destro John “Jock” Wallace jr., figlio d'arte.

### Wallace jr. 1 (1972-1978)
Jock Wallace jr., calciatore, tecnico e a sua volta figlio di calciatore, assunse la direzione tecnica della squadra in un periodo fecondo per il club. Nelle sue sei stagioni sulla panchina dei Rangers vinse tre titoli nazionali (1975, 1976 e 1978, l'ultimo dei quali ottenuto nel campionato riformato a 10 squadre con doppia andata e un ritorno). Il campionato del 1975 interruppe una serie di nove titoli consecutivi vinti dagli eterni rivali del Celtic, che già avevano avuto modo di collaudare la tenuta dei Rangers sotto la guida di Wallace nella sua stagione d'esordio, risultando sconfitti nella finale di Coppa di Scozia 1972-73 per 3-2. A Wallace si devono anche il terzo e quarto treble del club, rispettivamente nel 1976 e nel 1978, anno in cui, inaspettatamente e senza alcuna spiegazione, il tecnico si dimise. Grazie, tuttavia, al gran raccolto di successi del decennio quasi al termine, i Rangers divennero il club più titolato di Scozia. Il posto di Wallace fu preso da uno dei protagonisti di quel periodo, l'ex calciatore John Greig.

### John Greig e Wallace Jr. (1978-1986)

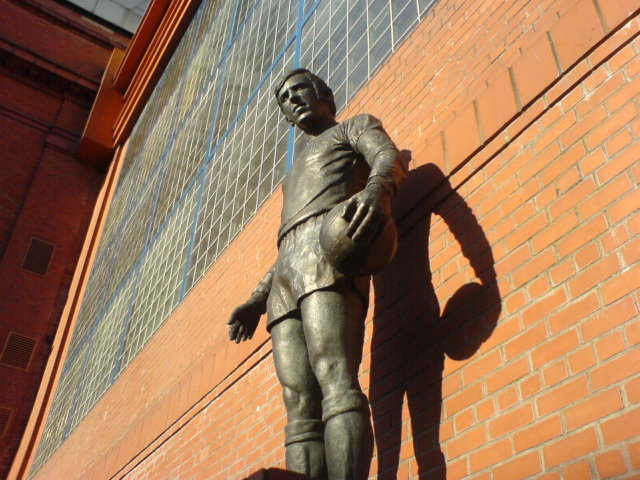
Statua di John Greig ad Ibrox

Ai primi due turni della Coppa dei Campioni 1978-79 Greig trovò subito delle avversarie difficili, la Juventus e il PSV, che riuscì però a eliminare; il cammino si interruppe ai quarti contro il Colonia, che fece pesare l'1-0 dell'andata e che impose l'1-1 in Scozia per un 1-2 finale che estromise i Rangers dalla Coppa. L'eliminazione europea nascondeva, altresì, l'inizio di una crisi: la squadra perse la testa del campionato scozzese, fino a quel momento condotto senza troppi affanni, e iniziò così un periodo nero che coinvolse i Rangers (in cinque anni di guida tecnica di Greig solo due Coppe di Scozia nel 1979 e nel 1981, e due Coppe di Lega nel 1979 e nel 1982) e, più in generale, tutto il calcio di Glasgow, che coincise con l'ascesa alla ribalta delle - fino ad allora - squadre di secondo piano dell'Aberdeen (vincitore della Coppa delle Coppe 1982-83 contro il Real Madrid) e Dundee Utd. (campione scozzese nel 1983 e semifinalista di Coppa dei Campioni 1983-84, sconfitto dalla Roma con un 2-3 complessivo). Nonostante le Coppe vinte, Greig non riuscì mai a vincere il titolo nazionale e si dimise nel 1983.
I Rangers riassunsero Jock Wallace sperando che questi fosse capace di ripetere i successi di dieci anni prima, ma tali speranze vennero deluse. Nonostante la vittoria di due Coppe di Scozia consecutive, nel 1984 e nel 1985, Wallace non riuscì mai a far cambiare passo alla squadra. Durante il campionato 1985-86, quando la squadra scivolò al quinto posto in classifica senza prospettive di miglioramento, Wallace fu licenziato: dall'ultimo titolo vinto erano passati ormai otto anni e due allenatori.

### Graeme Souness e il ritorno al primato (1986-1991)
Nel 1986, lo scozzese Graeme Souness, già pluridecorato in Inghilterra con il Liverpool e reduce da un biennio in Italia con la Sampdoria, fece ritorno in patria e fu ingaggiato dai Rangers come giocatore-allenatore. La manovra faceva seguito alla decisione presa dal proprietario del club (lo scozzese residente negli USA Lawrence Marlborough), preoccupato dell'assenza di risultati degli ultimi anni, di mettere pesantemente mano al management societario: già uno dei suoi primi atti era stato quello di insediare alla presidenza del club David Holmes, il cui programma era quello di ingaggiare gli scozzesi di spicco che si erano distinti nel campionato inglese. Souness fu, appunto, uno di essi.
Il ritorno in Scozia di Souness segnò anche il ritorno alla vittoria dei Rangers, che rivinsero subito il campionato alla prima stagione sotto la sua guida, dopo nove anni di assenza al vertice. Il successo fu bissato dalla vittoria in Coppa di Lega, vinta battendo in finale, per l'ennesima volta, il Celtic. David Murray rilevò nel 1988 la proprietà del club da Marlborough e tra i suoi primi atti vi fu la riconferma di Souness come giocatore-allenatore. Questi ripagò la fiducia vincendo due campionati consecutivi. Quelli di Souness furono i primi due di una serie, poi continuata dal suo successore, di nove titoli consecutivi.
Nonostante i suoi successi con la squadra, Souness non si integrò mai totalmente nel sistema-calcio scozzese. Bersagliato da numerose sanzioni disciplinari (fu addirittura espulso al suo esordio assoluto nei Rangers il 9 agosto 1986) fu molte volte inibito anche da allenatore.
Souness lasciò i Rangers nel 1991 per tornare al Liverpool: la sua ultima stagione coincise con un campionato vinto all'ultima giornata sul filo di lana battendo a Ibrox i rivali per il titolo dell'Aberdeen.

### Gli anni '90: Walter Smith e Advocaat (1991-2000)
Walter Smith, che raccolse l'eredità di Souness, vinse subito il titolo nel 1992, quarto consecutivo del club, e l'anno dopo condusse i Rangers a una delle migliori stagioni della sua storia: non solo lo portò al quinto treble, ma giunse a un passo dalla finale della Champions League 1992-93: infatti, per un solo punto, e nonostante i Rangers avessero finito imbattuti la competizione, furono i francesi dell'Olympique Marsiglia a vincere il Gruppo A e ad andare a battere il Milan in finale nella prima edizione del nuovo torneo continentale che soppiantava la vecchia Coppa dei Campioni. L'anno successivo la squadra conseguì il double campionato / Coppa di Lega e mancò il suo sesto treble perdendo la finale di Coppa di Scozia contro il Dundee Utd. Giocatori di spicco arrivarono in quel periodo, tra cui Brian Laudrup e Paul Gascoigne, e Smith guidò la squadra anche alla conquista dei campionati 1995, 1996 e 1997, per un personale di sette titoli consecutivi, che significarono, sommati ai due di Souness, nove per il club e record del Celtic eguagliato. La stagione successiva, l'ultima di Smith alla guida della squadra, vide il tecnico mancare il suo ottavo titolo consecutivo e il decimo dei Rangers. Nel giugno 1998 Smith firmò per l'Everton e, al pari suo, anche diversi giocatori lasciarono il club, tra cui Laudrup, McCoist e Gough.

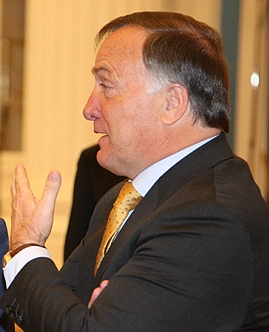
Dick Advocaat, primo allenatore non scozzese della storia dei Rangers

Per sostituire Walter Smith fu chiamato nel 1998 l'olandese Dick Advocaat, soprannominato "Il Piccolo Generale". Proveniente dal PSV, fu il primo allenatore non scozzese a guidare la squadra. Il suo ingaggio fu visto come l'intenzione, da parte dei vertici societari, di competere con i club europei di alto profilo. Tuttavia, nonostante le cifre investite nella squadra, l'affermazione a livello continentale non arrivò (l'allenatore olandese non riuscì mai ad arrivare oltre gli ottavi di finale delle competizioni europee cui partecipò in quel periodo) e, quando Advocaat lasciò il club, la sua eredità consisté in un passivo di bilancio che menomò finanziariamente i Rangers per alcuni anni: in effetti, il budget messo a disposizione del tecnico olandese fu ingente, se messo a confronto con campagne acquisti precedenti e successive. 36 milioni di sterline (55 milioni di euro) furono impiegati per l'acquisto dei compatrioti Numan e van Bronckhorst, acquisti tutto sommato riusciti, anche se parzialmente vanificati da altri come quello di Andrej Kančelskis, che non rese secondo le aspettative.
In campo nazionale tuttavia Advocaat rispettò le previsioni ottenendo il sesto treble per il club nel 1999 e il double campionato/Coppa di Scozia nel 2000. Tuttavia i metodi di Advocaat, causa di tensioni e divisioni nello spogliatoio, portarono molti giocatori a chiedere di lasciare la società. Dopo una stagione, la 2000/01, priva di risultati e con il Celtic autore del treble, Advocaat decise di lasciare le funzioni da tecnico per mantenere quelle direttive in ambito societario, che tenne per altri 11 mesi fino alle sue definitive dimissioni nel 2002.

### Gli anni 2000 (2000-2010)
Quando Alex McLeish assunse la guida della società nel dicembre del 2001, ben pochi invidiarono la sua posizione, dovendosi egli trovare a guidare la pesante eredità tecnico-finanziaria lasciata da Advocaat, che in pratica si traduceva nell'impossibilità di effettuare un mercato in linea con i propri programmi e nel dover tirare fuori il meglio dei giocatori ricevuti in dote dalla precedente gestione. Quando McLeish si presentò a sorpresa alla conferenza stampa dell'11 dicembre 2001 nelle vesti di manager a fianco di Advocaat la reazione dei tifosi fu tiepida, in quanto videro in ciò il ridimensionamento delle ambizioni del club, a dispetto della buona reputazione che McLeish si era fatto allenando con buoni risultati squadre non di primo piano come l'Hibernian o il Motherwell.
Neppure mancò chi, riferendosi all'esperienza di McLeish come secondo di Alex Ferguson sulla panchina dell'Aberdeen, si chiese se un personaggio così poco legato alle sorti dei Rangers sarebbe stato in grado di gestire la contesa contro i ringalluzziti avversari del Celtic. Il giovane tecnico ebbe modo di far ricredere chi dubitava di lui: nel 2002 vinse subito la Coppa di Scozia, per giunta battendo 3-2 il Celtic con un gol del danese Løvenkrands proprio allo scadere. L'anno successivo, il 2003, i Rangers vinsero a marzo un'altra delle innumerevoli finali contro il Celtic, quella di Coppa di Lega, per 2-1, realizzarono il double a maggio vincendo il titolo all'ultima giornata di campionato in un finale drammatico, che vide il Celtic soccombere solo per una peggiore differenza-reti (+72 contro +73 dei Rangers); infine, una settimana più tardi, completarono il loro settimo treble battendo in finale di Coppa di Scozia il Dundee per 1-0. Il treble coincise anche con il 50º titolo di campione di Scozia, che fece dei Rangers il primo club europeo a tagliare tale prestigioso traguardo.
Tuttavia, gli effetti del dissesto economico lasciato da Advocaat iniziarono a farsi sentire: il calo di risorse finanziarie impose pesanti tagli alle spese, che si concretizzò nella cessione di giocatori anche di successo ma costosi come Lorenzo Amoruso, il nazionale Neil McCann e Barry Ferguson, e nella necessità di rimpiazzarli con giovani di talento ma di basso costo o a parametro zero. Ciò causò un calo di rendimento della squadra, che ebbe come conseguenza la mancata qualificazione dalle Coppe europee; ciò fece pensare che McLeish avesse i giorni contati alla guida della squadra, ma alcuni degli altri acquisti dell'estate precedente, segnatamente il croato Pršo e il francese Boumsong iniziarono, una volta ambientati, a fornire un rendimento eccellente. Arrivarono così la Coppa di Lega a marzo, vinta battendo il Motherwell per 5-1 in finale e, alquanto inaspettatamente, il 51º titolo di campione di Scozia, vinto ancora una volta dopo un testa-a-testa contro il Celtic risolto solo all'ultimo minuto dell'ultima giornata. La stagione successiva fu senza successi, così alla fine di questa McLeish rassegnò le dimissioni, peraltro già annunciate a febbraio.

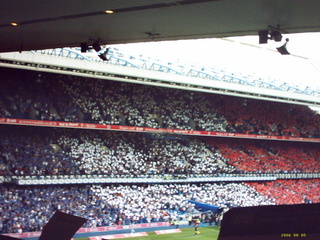
Bandiera francese ad Ibrox per salutare Paul Le Guen

L'esperienza del francese Paul Le Guen alla guida dei Rangers è, a tutt'oggi, notevole soprattutto per la sua estrema brevità: solo sei mesi, dal luglio 2006 al gennaio 2007. Nonostante una faraonica campagna acquisti con l'ingaggio del sudafricano Dean Furman dal Chelsea, dei francesi William Stanger (poi lasciato libero a febbraio 2007 dal club) e Antoine Ponroy dal Rennes, il ceco Libor Sionko e lo svedese Karl Svensson, i risultati non premiarono l'allenatore: a dispetto dei buoni risultati della Coppa UEFA, in cui i Rangers raggiunsero gli ottavi di finale, la squadra non fu mai in lotta per il titolo nazionale e, dopo numerosi problemi con lo spogliatoio, il 4 gennaio 2007 Le Guen rassegnò le dimissioni da tecnico senza essere mai riuscito a far fare alla squadra un decisivo salto di qualità.

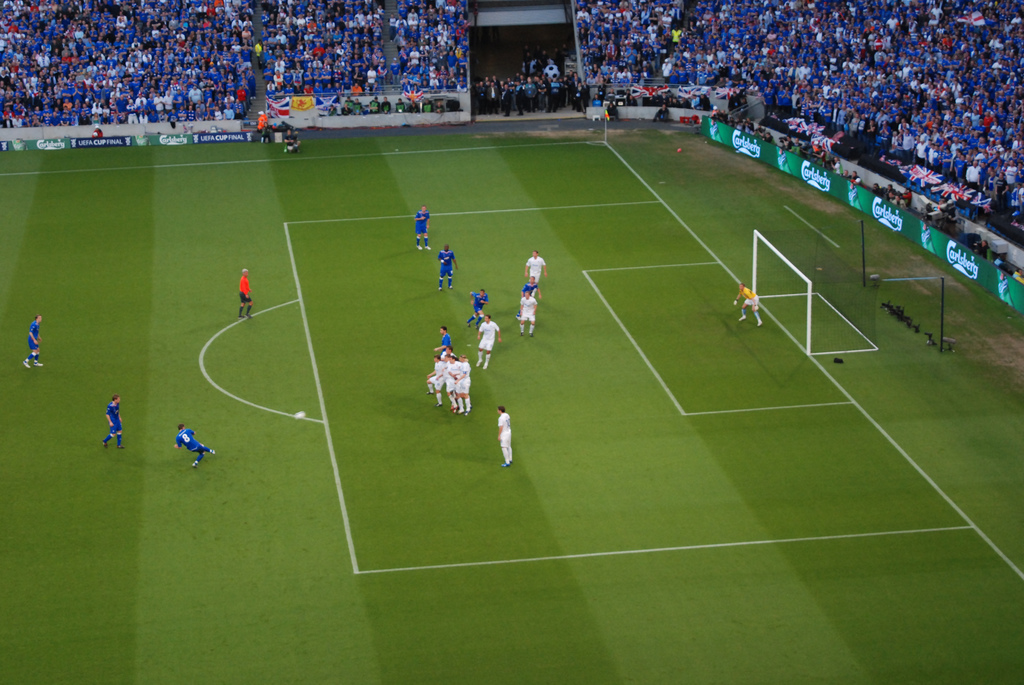
La finale di UEFA contro lo Zenit

Dopo l'abbandono di Le Guen la stampa trovò «comprensibile» che la nuova struttura societaria prevedesse il ritorno di Walter Smith come allenatore e Ally McCoist come suo vice. Tuttavia, essendo Smith in quel momento l'allenatore della nazionale scozzese, la Federazione sulle prime rifiutò di lasciarlo libero e, una volta che lo stesso Smith si dimise, annunciò azioni legali contro di lui per inadempienza contrattuale. Il 10 gennaio 2007 la coppia Smith-McCoist assunse in ogni caso la guida tecnica del club.
Sotto la guida tecnica di Smith i Rangers, nella stagione 2007-08, eliminati dalla Champions, hanno compiuto un positivo cammino in Coppa UEFA, conclusosi con la sconfitta per 0-2 in finale al City of Manchester Stadium il 14 maggio 2008 contro lo Zenit San Pietroburgo. Hanno poi vinto la Scottish Cup battendo in finale il Queen of the South per 3-2. Dopo tre anni di attesa, i Rangers tornarono a vincere il campionato scozzese (il loro 52º) nella stagione 2008-09, aggiudicandosi inoltre per la 33ª volta la Scottish Cup battendo il Falkirk per 1-0. Il club riuscì a vincere il titolo anche nei successivi 2 campionati, mentre in Champions League venne entrambe le volte eliminato alla fase a gironi.

### Il fallimento (2011-2012)
Il 6 maggio 2011, David Murray vendette il club alla Wavetower Limited di proprietà della Liberty Capital detenuta da Craig Whyte per 1 sterlina. Nel giugno 2011 venne ingaggiato come tecnico l'ex giocatore Ally McCoist che fallì la qualificazione alla fase a gironi della Champions.
Il 14 febbraio 2012 i Rangers entrarono in amministrazione controllata a causa del mancato pagamento di nove milioni di sterline al fisco britannico. Con l'ingresso in amministrazione vennero sottratti al club 10 punti in campionato. Gli amministratori avevano elaborato un piano di taglio di costi al fine di risanare le finanze del club, anche proponendo ai giocatori di decurtarsi il 75% dello stipendio, ma visto il forte debito contratto, di oltre 100 milioni di euro, da estinguere entro il 31 marzo 2012, la società non riuscì nell'impresa di salvare il club dal fallimento coprendo il debito.
Il 14 giugno 2012 la società venne messa in liquidazione. Nello stesso giorno Charles Green formò una NewCo (una nuova società che sarà nominata The Rangers Football Club), e il 4 luglio i 12 club della SPL votarono la proposta di ammettere direttamente in SPL i NewCo Rangers, riconoscendo il passaggio del titolo sportivo dei Rangers alla nuova società di proprietà di Charles Green, ma la proposta fu respinta con 10 voti a sfavore, un astenuto e un voto a favore (per essere accettata la NewCo doveva avere almeno 8 voti favorevoli su 12). Tra le motivazioni addotte dai club si è sottolineato che «l'azione è stata fatta per proteggere l'integrità del gioco del calcio in Scozia».
Il 13 luglio i 30 club della SFL (Scottish Football League), partecipanti alla Prima, Seconda e Terza Divisione scozzese, votarono la proposta di ammettere la NewCo Rangers (di proprietà di Charles Green) direttamente in First Division (la seconda serie), ma, con un esito di 25 a 5, la proposta venne respinta, stabilendo quindi che i NewCo Rangers sarebbero partiti dalla serie più bassa: la Scottish Third Division.
Il 1º ottobre 2012 gli amministratori David Whitehouse e Paul Clark consegnano il rapporto finale del loro lavoro come amministratori della società, rivelando che il totale dei debiti accumulati dai Rangers Football Club è pari a 94.426.217 sterline. I creditori hanno tempo fino al 12 ottobre 2012 per dare il proprio voto relativamente al rapporto. Quando terminerà il periodo in amministrazione, la società sarà messa in mano ai liquidatori.
Il 31 ottobre 2012 i Rangers vecchia società sono entrati in liquidazione.
Il 24 e il 25 ottobre in due servizi su Scotland Report il giornalista investigativo Mark Daly di BBC Scotland ha presentato prove che dimostrano che gli amministratori Duff e Phelps, amministratori dei Rangers dal 14 febbraio al 31 ottobre 2012, conoscevano perfettamente l'affare Tiketus, gettando un'ombra sull'amministrazione e sulla vendita dei cespiti del club su cui ora indagheranno i liquidatori.

### La risalita (2012-2016)

#### Scottish League Two (2012-2013)
I ricostituiti Rangers ripartirono quindi dalla Third Division, quarta ed ultima categoria del calcio professionistico scozzese. La squadra debuttò in trasferta il 29 luglio 2012 battendo ai supplementari il Brechin City nel primo turno della Ramsden Cup. Il debutto in campionato avvenne il 7 agosto e si concluse con un pareggio per 2-2 in casa del Peterhead. La stagione vide incontrarsi di nuovo i Rangers con un'altra squadra di Glasgow: si tratta del Queen's Park, con cui diede vita a 4 derby molto spettacolari, l'ultimo dei quali vinto ad Hampden Park dai Rangers per 4-1. La stagione si concluse con la vittoria del campionato con un totale di 83 punti (+24 sulla seconda classificata), valevole per la promozione diretta in Second Division.

#### Scottish League One (2013-2014)
Il 10 agosto, dopo un buon precampionato, i Rangers debuttano in Second Division, nel frattempo rinominata Scottish League One. In estate la squadra ha operato fortemente sul mercato, prelevando dal Dundee Utd l'attaccante Jon Daly, che diviene il primo giocatore cattolico e irlandese nella storia del club. L'avvio in campionato è ottimo: la squadra, trascinata dai gol di Daly e del capitano Lee McCulloch, si issa subito in testa alla classifica, inanellando ben 15 vittorie di fila. Il 12 marzo 2014, grazie alla vittoria per 3-0 contro l'Airdrie United, i Rangers vincono il torneo con otto giornate d'anticipo, ottenendo la promozione in Scottish Championship senza mai perdere una partita. Per quanto concerne le altre competizioni, nonostante l'eliminazione al primo turno dalla Coppa di Lega (sconfitta per 1-2 in casa del Forfar), la squadra raggiunge la finale di Challenge Cup, dove però viene sconfitta dal Raith Rovers per 0-1 ai supplementari. In Coppa di Scozia gli uomini di McCoist vengono eliminati in semifinale dal Dundee United (1-3).

#### Scottish Championship (2014-2016)
I Rangers si sono così ritrovati in una seconda lega molto competitiva, grazie anche alla presenza delle due formazioni di Edimburgo (Hearts ed Hibernian), retrocesse dalla Scottish Premier League nella stagione precedente. I Gers hanno debuttato in casa perdendo per 1-2 contro gli Hearts, i più seri candidati alla vittoria finale. Il 3 dicembre 2014 vengono eliminati dalla Challenge Cup in semifinale, per mano dell'Alloa Athletic. Qualche giorno dopo McCoist annuncia le sue dimissioni e viene sostituito da Stuart McCall. Il 1º febbraio 2015, a distanza di quasi tre anni, si rigioca l'Old Firm, in semifinale di Scottish League Cup, ed è il Celtic ad avere la meglio con un netto 2-0 ad Hampden Park. I Rangers chiudono il campionato al terzo posto alle spalle di Hearts ed Hibernian, qualificandosi così per i play-off. Qui la squadra elimina il Queen of the South ai quarti di finale e l'Hibernian in semifinale, ma viene sconfitta in finale dal Motherwell (penultimo nella Scottish Premier League).
In vista della stagione 2015-2016 la società ingaggia Mark Warburton come nuovo allenatore. Il debutto arriva il 25 luglio 2015, con la vittoria per 6-2 sul campo dell'Hibernian nel primo turno della Challenge Cup. In campionato la squadra va subito in fuga, inanellando 11 vittorie consecutive; la striscia di successi viene interrotta il 1º novembre dalla sconfitta per 1-2 contro l'Hibernian, l'unica compagine in grado di tenere il passo dei Rangers e di contendere loro la vittoria finale prima del decisivo allungo in classifica all'inizio del 2016. Il 5 aprile 2016, grazie alla vittoria per 1-0 contro il Dumbarton, i Rangers vincono il campionato di seconda divisione con quattro giornate d'anticipo, ritornando in Premier League dopo quattro anni di assenza. Cinque giorni più tardi si aggiudicano anche la Challenge Cup, battendo in finale il Peterhead per 4-0. Il 18 aprile sconfiggono ai calci di rigore gli eterni rivali del Celtic (2-2 nei tempi regolamentari), qualificandosi per la finale di Scottish Cup a sette anni di distanza dall'ultima volta; tuttavia il 21 maggio vengono sconfitti per 2-3 dall'Hibernian, subendo una rimonta negli ultimi dieci minuti di gioco.

### Il ritorno in Premiership e i nuovi titoli (2016-2024)
Tornati in massima serie dopo quattro stagioni, i Rangers raggiungono il primo posto in solitaria nelle prime giornate, salvo poi essere superati prima dal Celtic, poi dall'Aberdeen, venendo esclusi in semifinale proprio dai Celts. L'anno seguente escono dall'Europa League a sorpresa contro il Niedercorn, e finiscono nuovamente al terzo posto in campionato, uscendo dalle coppe nazionali in semifinale. Per la stagione 2018-19 è ingaggiato come allenatore Steven Gerrard: in campionato si arrende al Celtic a tre giornate dal termine, mentre nelle coppe scozzesi è l'Aberdeen a porre fine alla corsa dei Rangers. In Europa League superano i quattro turni preliminari e raggiungono la fase a gironi dove affrontano nel girone G Villarreal, Rapid Vienna e Spartak Mosca classificandosi infine terzi con 6 punti e uscendo dal torneo.
Nella Premiership 2019-20 inizialmente tengono il passo del Celtic, riuscendo per una giornata anche a issarsi in cima alla classifica, e giungono a pari punti al termine del primo girone d'andata; da lì in avanti il Celtic allunga e distanzia definitivamente i Rangers, che concludono la stagione (interrotta dopo trenta giornate per la pandemia di COVID-19) al secondo posto, 13 punti dietro al Celtic e con 21 di vantaggio sul Motherwell. Negli altri trofei nazionali sono sconfitti in finale di Scottish League Cup dal Celtic (0-1) e in semifinale di Scottish Cup dagli Hearts. In Europa League superano la fase a gironi, battono ai sedicesimi lo Sporting Braga e accedono agli ottavi contro il Bayer Leverkusen.
Il 7 marzo 2021, dopo il pareggio tra Dundee United e Celtic, i Rangers, avendo accumulato 20 punti di vantaggio a 6 giornate dal termine del campionato proprio a scapito dei rivali concittadini, si laureano matematicamente campioni di Scozia per la 55ª volta, a distanza di 10 anni dall'ultimo trionfo. Al termine del campionato i punti totali dei Rangers sono 102, 35 in più rispetto al Celtic.
La stagione 2021-22 inizia all'inseguimento di Hearts e Hibernian, il cui pareggio nello scontro diretto permette ai Rangers di attestarsi come capolista solitaria dalla quinta giornata. A circa metà campionato, dopo l'arrivo del nuovo allenatore Giovanni Van Bronckhorst in sostituzione di Gerrard (passato all'Aston Villa) i Rangers rallentano e cedono il passo al Celtic, che da lì in avanti non lascerà più il primo posto: i Rangers arrivano alla fine della stagione regolare con 6 punti di ritardo dai rivali, poi ridotti a 4 al termine della poule scudetto. D'altra parte, i Gers colgono la vittoria della Scottish Cup per la trentaquattresima volta, tredici anni dopo l'ultimo successo, vincendo 2-0 ai tempi supplementari contro gli Hearts. In ambito europeo, gli scozzesi arrivano all'atto conclusivo dell'Europa League contro l'Eintracht Francoforte, tornando a giocare una finale di una coppa europea dopo quattordici anni. L'incontro termina 1-1 dopo i tempi supplementari e 5-4 per i tedeschi ai tiri di rigore, con l'errore decisivo di Aaron Ramsey, terzo rigorista del club scozzese. 
Nel 2022-2023 i Rangers superano i turni preliminari di UEFA Champions League battendo Union SG in rimonta e PSV, ma nel girone (insieme a Napoli, Liverpool e Ajax) si registra la peggiore prestazione di sempre del club nella fase a gruppi, con zero punti, 2 gol fatti e 22 subiti. In campionato i Rangers si piazzano secondi dietro al Celtic, dal quale vengono anche sconfitti in finale di Coppa di Scozia ed eliminati in semifinale di Coppa di Lega.
Nella stagione 2023-2024 il club torna alla vittoria in Coppa di Lega, battendo in finale l'Aberdeen (2-0). In campionato e coppa nazionale è, invece, battuto dal Celtic. Nel 2024-2025 torna in finale di Coppa di Lega, dove viene sconfitto dal Celtic ai tiri di rigore.

## Cronistoria
| Cronistoria del Rangers Glasgow Football Club |
| --- |
| - 1890-1891 - Campione di Scozia (1º titolo). - 1891-1892 - 5° in Scottish Football League. - 1892-1893 - 2° in Scottish Football League. - 1893-1894 - 4° in Scottish Division One. SFA Cup (1º titolo). - 1894-1895 - 3° in Scottish Division One. - 1895-1896 - 2° in Scottish Division One. - 1896-1897 - 3° in Scottish Division One. SFA Cup (2º titolo). - 1897-1898 - 2° in Scottish Division One. SFA Cup (3º titolo). - 1898-1899 - Campione di Scozia (2º titolo). - 1899-1900 - Campione di Scozia (3º titolo). - 1900-1901 - Campione di Scozia (4º titolo). - 1901-1902 - Campione di Scozia (5º titolo). - 1902-1903 - 3° in Scottish Division One. SFA Cup (4º titolo). - 1903-1904 - 3° in Scottish Division One. - 1904-1905 - 2° in Scottish Division One. - 1905-1906 - 4° in Scottish Division One. - 1906-1907 - 3° in Scottish Division One. - 1907-1908 - 3° in Scottish Division One. - 1908-1909 - 4° in Scottish Division One. - 1909-1910 - 3° in Scottish Division One. - 1910-1911 - Campione di Scozia (6º titolo). - 1911-1912 - Campione di Scozia (7º titolo). - 1912-1913 - Campione di Scozia (8º titolo). - 1913-1914 - 2° in Scottish Division One. - 1914-1915 - 3° in Scottish Division One. - 1915-1916 - 2° in Scottish Football League. - 1916-1917 - 3° in Scottish Football League. - 1917-1918 - Campione di Scozia (9º titolo). - 1918-1919 - 2° in Scottish Football League. - 1919-1920 - Campione di Scozia (10º titolo). - 1920-1921 - Campione di Scozia (11º titolo). - 1921-1922 - 2° in Scottish Division One. - 1922-1923 - Campione di Scozia (12º titolo). - 1923-1924 - Campione di Scozia (13º titolo). - 1924-1925 - Campione di Scozia (14º titolo). - 1925-1926 - 6° in Scottish Division One. - 1926-1927 - Campione di Scozia (15º titolo). - 1927-1928 - Campione di Scozia (16º titolo). SFA Cup (5º titolo). - 1928-1929 - Campione di Scozia (17º titolo). - 1929-1930 - Campione di Scozia (18º titolo). SFA Cup (6º titolo). - 1930-1931 - Campione di Scozia (19º titolo). - 1931-1932 - 2° in Scottish Division One. SFA Cup (7º titolo). - 1932-1933 - Campione di Scozia (20º titolo). - 1933-1934 - Campione di Scozia (21º titolo). SFA Cup (8º titolo). - 1934-1935 - Campione di Scozia (22º titolo). SFA Cup (9º titolo). - 1935-1936 - 2° in Scottish Division One. SFA Cup (10º titolo). - 1936-1937 - Campione di Scozia (23º titolo). - 1937-1938 - 3° in Scottish Division One. - 1938-1939 - Campione di Scozia (24º titolo) - 1939-1946 - Campionati sospesi per cause belliche. - 1946-1947 - Campione di Scozia (25º titolo). Scottish League Cup (1º titolo). - 1947-1948 - 2° in Scottish Division A. SFA Cup (11º titolo). - 1948-1949 - Campione di Scozia (26º titolo). SFA Cup (12º titolo). Scottish League Cup (2º titolo). - 1949-1950 - Campione di Scozia (27º titolo). SFA Cup (13º titolo). - 1950-1951 - 2° in Scottish Division A. - 1951-1952 - 2° in Scottish Division A. - 1952-1953 - Campione di Scozia (28º titolo). SFA Cup (14º titolo). - 1953-1954 - 4° in Scottish Division A. - 1954-1955 - 3° in Scottish Division A. - 1955-1956 - Campione di Scozia (29º titolo). - 1956-1957 - Campione di Scozia (30º titolo) - 1957-1958 - 2° in Scottish Division One. - 1958-1959 - Campione di Scozia (31º titolo). - 1959-1960 - 3° in Scottish Division One. SFA Cup (15º titolo). - 1960-1961 - Campione di Scozia (32º titolo). Scottish League Cup (3º titolo). - 1961-1962 - 2° in Scottish Division One. SFA Cup (16º titolo). Scottish League Cup (4º titolo). - 1962-1963 - Campione di Scozia (33º titolo). SFA Cup (17º titolo). - 1963-1964 - Campione di Scozia (34º titolo). SFA Cup (18º titolo). Scottish League Cup (5º titolo). - 1964-1965 - 5° in Scottish Division One. Scottish League Cup (6º titolo). - 1965-1966 - 2° in Scottish Division One. SFA Cup (19º titolo). - 1966-1967 - 2° in Scottish Division One. - 1967-1968 - 2° in Scottish Division One. - 1968-1969 - 2° in Scottish Division One. - 1969-1970 - 2° in Scottish Division One. - 1970-1971 - 4° in Scottish Division One. Scottish League Cup (7º Titolo). - 1971-1972 - 3° in Scottish Division One. Vince la Coppa delle Coppe (1º titolo). - 1972-1973 - 2° in Scottish Division One. SFA Cup (20º titolo). - 1973-1974 - 3° in Scottish Division One. - 1974-1975 - Campione di Scozia (35º titolo). - 1975-1976 - Campione di Scozia (36º titolo). SFA Cup (21º titolo). Scottish League Cup (8º titolo). - 1976-1977 - 2° in Scottish Premier Division. - 1977-1978 - Campione di Scozia (37º titolo). SFA Cup (22º titolo). Scottish League Cup (9º Titolo). - 1978-1979 - 2° in Scottish Premier Division. SFA Cup (23º titolo). Scottish League Cup (10º titolo). - 1979-1980 - 5° in Scottish Premier Division. - 1980-1981 - 3° in Scottish Premier Division. SFA Cup (24º titolo). - 1981-1982 - 3° in Scottish Premier Division. Scottish League Cup (11º titolo). - 1982-1983 - 4° in Scottish Premier Division. - 1983-1984 - 4° in Scottish Premier Division. Scottish League Cup (12º titolo). - 1984-1985 - 4° in Scottish Premier Division. Scottish League Cup (13 titolo). - 1985-1986 - 5° in Scottish Premier Division. - 1986-1987 - Campione di Scozia (38º titolo). Scottish League Cup (14º titolo). - 1987-1988 - 3° in Scottish Premier Division. Scottish League Cup (15º titolo). - 1988-1989 - Campione di Scozia (39º titolo). Scottish League Cup (16º titolo). - 1989-1990 - Campione di Scozia (40º titolo). - 1990-1991 - Campione di Scozia (41º titolo). Scottish League Cup (17º titolo). Quarti di finale di Scottish Cup. - 1991-1992 - Campione di Scozia (42º titolo). SFA Cup (25º titolo). Semifinali di Scottish League Cup. - 1992-1993 - Campione di Scozia (43º titolo). SFA Cup (26º titolo). Scottish League Cup (18º titolo). - 1993-1994 - Campione di Scozia (44º titolo). Scottish League Cup (19º titolo). Finalista di Scottish Cup. - 1994-1995 - Campione di Scozia (45º titolo). Ottavi di finale di Scottish Cup. Ottavi di finale di Scottish League Cup. - 1995-1996 - Campione di Scozia (46º titolo). SFA Cup (27º titolo). Semifinali di Scottish League Cup. - 1996-1997 - Campione di Scozia (47º titolo). Scottish League Cup (20º titolo). Quarti di finale di Scottish Cup. - 1997-1998 - 2° in Scottish Premier Division. Finalista di Scottish Cup. Quarti di finale di Scottish League Cup. - 1998-1999 - Campione di Scozia (48º titolo). SFA Cup (28º titolo). Scottish League Cup (21º titolo). - 1999-2000 - Campione di Scozia (49º titolo). SFA Cup (29º titolo). Quarti di finale di Scottish League Cup. - 2000-2001 - 2° in Scottish Premier League. Quarti di finale di Scottish Cup. Semifinali di Scottish League Cup. - Luglio 2001 - Viene inaugurato il centro di allenamento di Murray Park. - 2001-2002 - 2° in Scottish Premier League. SFA Cup (30º titolo). Scottish League Cup (22º titolo). - 2002-2003 - Campione di Scozia (50º titolo). SFA Cup (31º titolo). Scottish League Cup (23º titolo). - 2003-2004 - 2° in Scottish Premier League. Quarti di finale di Scottish Cup. Semifinali di Scottish League Cup. - 2004-2005 - Campione di Scozia (51º titolo). Scottish League Cup (24º titolo). Terzo turno di Scottish Cup. - 2005-2006 - 3° in Scottish Premier League. Ottavi di finale di Scottish Cup Quarti di finale di Scottish League Cup. - 2006-2007 - 2° in Scottish Premier League. Terzo turno di Scottish Cup. Quarti di finale di Scottish League Cup. - 2007-2008 - 2° in Scottish Premier League. SFA Cup (32º titolo). Scottish League Cup (25º titolo). Finale di Coppa UEFA. - 2008-2009 - Campione di Scozia (52º titolo). SFA Cup (33º titolo). Finalista di Scottish League Cup. - 2009-2010 - Campione di Scozia (53º titolo). Scottish League Cup (26º titolo). Quarti di finale di Scottish Cup - 2010-2011- Campione di Scozia (54º titolo). Scottish League Cup (27º titolo). Ottavi di finale di Scottish Cup - 2011-2012- 2° in Scottish Premier League. Ottavi di finale di Scottish Cup. Terzo turno di Scottish League Cup. - 2012 - Fallimento societario e vendita degli assets ad una Newco per 5,5 milioni £, con ripartenza dall'ultima divisione professionistica, la Scottish Third Division. - 2012-2013 - Vincitore della Scottish Third Division. Promosso in Scottish League One. Quinto turno di Scottish Cup. Quarti di finale di Scottish League Cup. Quarti di finale di Scottish Challenge Cup. - 2013-2014 - Vincitore della Scottish League One. Promosso in Scottish Championship. Semifinali di Scottish Cup. Primo turno di Scottish League Cup. Finalista di Scottish Challenge Cup - 2014-2015 - 3° in Scottish Championship. Perde il playoff Premiership-Championship Quinto turno di Scottish Cup. Semifinali di Scottish League Cup. Semifinali di Scottish Challenge Cup - 2015-2016 - Vincitore della Scottish Championship. Promosso in Scottish Premiership. Vince la Scottish Challenge Cup. Finalista di Scottish Cup. Ottavi di finale in Scottish League Cup. - 2016-2017 - 3° in Scottish Premiership. Semifinali di Scottish Cup. Semifinali di Scottish League Cup. - 2017-2018 - 3° in Scottish Premiership. Semifinali di Scottish Cup. Semifinali di Scottish League Cup. Primo turno preliminare di Europa League. - 2018-2019 - 2° in Scottish Premiership. Quarti di finale di Scottish Cup. Semifinali di Scottish League Cup. Fase a gironi di Europa League. - 2019-2020 - 2° in Scottish Premiership. Quarti di finale di Scottish Cup. Finalista di Scottish League Cup. Ottavi di finale di Europa League. - 2020-2021 - Campione di Scozia (55º titolo). Quarti di finale di Scottish Cup. Quarti di finale di Scottish League Cup. Ottavi di finale di Europa League. - 2021-2022 - 2° in Scottish Premiership. SFA Cup (34º titolo). Semifinali di Scottish League Cup. Terzo turno preliminare di Champions League. Finale di Europa League. - 2022-2023 - 2° in Scottish Premiership. Semifinali di Scottish Cup. Finalista di Scottish League Cup. Fase a gironi di Champions League. - 2023-2024 - 2° in Scottish Premiership. Finalista di Scottish Cup. Scottish League Cup (28º titolo). Spareggi di Champions League. Ottavi di finale di Europa League. - 2024-2025 - 2° in Scottish Premiership. Finalista di Scottish League Cup. Terzo turno preliminare di Champions League. Quarti di finale di Europa League |

## Colori e simboli

### Colori
Il colore caratteristico dei Rangers è il blu reale ("royal blue", in inglese).
La prima tenuta da gara dei Rangers era interamente blu, con pantaloni bianchi e calzettoni a righe di entrambi i colori. Nel corso dei decenni il blu è rimasto colore predominante nella divisa da gara; solamente nella seconda metà del XX secolo sono stati inseriti elementi di colore bianco, come il colletto o strisce e inserti.

### Simboli ufficiali

#### Stemma
Il primo (e più riconoscibile) stemma sociale dei Rangers è il monogramma (in inglese scroll crest) RFC, con le tre lettere intrecciate tra loro scritte in un elegante carattere d'ispirazione Art Nouveau. Si ritiene comunemente che esso risalga direttamente alla fondazione del club, nel 1872, ma non ci sono prove a sostegno di questa tesi: infatti l'oggetto più antico conosciuto recante il crest è una tessera d'affiliazione emessa nella stagione 1881/82. In essa il monogramma appare racchiuso in uno scudetto e sormontato dal disegno di un pallone da calcio e da un cartiglio ricurvo recante la denominazione sociale RANGERS FOOTBALL CLUB.
Nel 1959 la sigla RFC venne sostituita dal disegno di un leone rosso che emette una lingua di fuoco; tale figura richiama l'analogo animale raffigurato sul logo della federazione calcistica scozzese, nonché l'antico stemma reale e la bandiera nazionale nota come Lion Rampant. Al di sotto del leone, nel cuneo inferiore dello scudetto, fu inoltre aggiunto il motto READY ("pronti").
Allorché nel 1968 il club decise per la prima volta di ricamare un proprio simbolo sulle maglie, si optò per recuperare il solo monogramma RFC, liberato da scudi e altre finiture.. Il simbolo del leone venne tuttavia mantenuto in uso come logo societario effettivo: esso venne inserito sopra il disegno di un pallone da calcio colorato del medesimo blu della bandiera scozzese e racchiuso in una corona circolare dai bordi egualmente blu entro la quale venne inserita la denominazione sociale RANGERS FOOTBALL CLUB. Nel cerchio più interno, al di sotto del pallone, si collocò invece il motto READY.
In occasione della vittoria del suo cinquantesimo titolo nazionale, nel 2010 il club ha aggiunto sopra al RFC Scroll Crest cinque stelle rosse (una per ogni dieci titoli vinti).

Il monogramma RFC
Versione alternativa dello stemma col monogramma

## Strutture

### Stadio

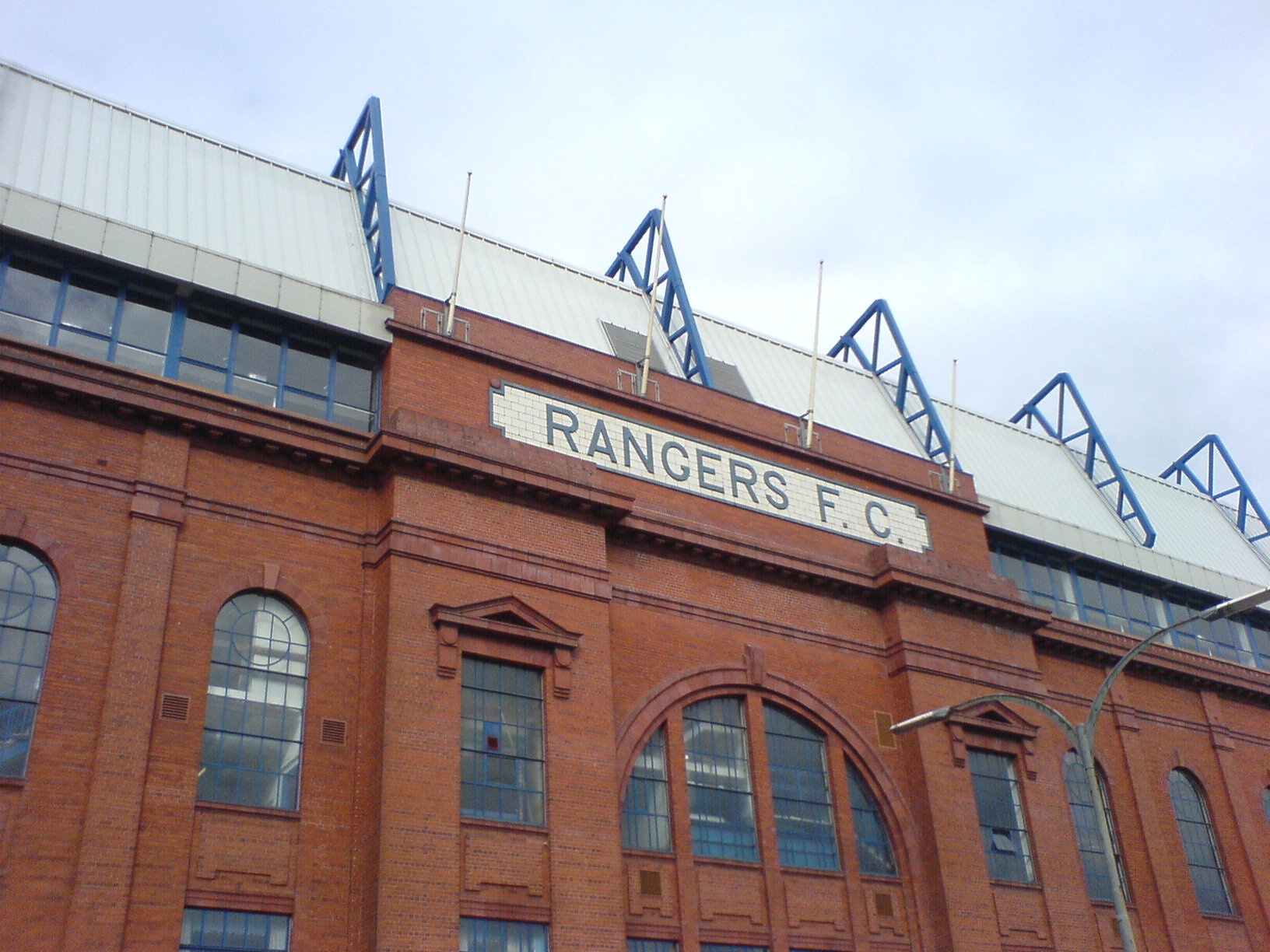
L'ingresso alla tribuna “Bill Struth” di Ibrox

Dal 1899 la sede delle partite casalinghe dei Rangers è Ibrox, stadio situato nell'omonimo quartiere di Glasgow a sud del fiume Clyde. In precedenza, dal 1872 al 1899, la squadra aveva adottato diverse sedi, tutte provvisorie. Solo quando il club si diede una struttura societaria definita e una solida situazione finanziaria prese in esame il progetto di costruire uno stadio proprio. Il disegno originale dello stadio è dell'architetto scozzese Archibald Leitch, il cui tratto si è cercato di rispettare nel corso delle successive ristrutturazioni, specialmente per quanto riguarda le decorazioni.
Ibrox fu teatro, come molti altri stadi del Regno Unito, di gravi incidenti (nel 1902 e nel 1971) dovuti alla struttura portante inadeguata, all'errato dimensionamento degli accessi e al sovraccarico delle tribune. Oggi, l'impianto è stato completamente ristrutturato ed è uno dei più sicuri d'Europa, in grado di ospitare incontri internazionali e giudicato dall'UEFA meritevole di cinque stelle. Può ospitare 50.987 spettatori, tutti seduti.
Occasionalmente lo stadio ha ospitato anche partite della nazionale, soprattutto in passato, durante il Torneo Interbritannico.

### Campo di allenamento
Il campo di allenamento è il Murray Park, un centro di allenamento moderno costato 14 milioni di sterline e inaugurato nel 2001.

## Società

### Board
| Ruolo               | Nome              |
| ------------------- | ----------------- |
| Presidente          | Dave King         |
| Presidente onorario | John Greig        |
| Direttore generale  | Stewart Roberston |
| Direttore           | Douglas Park      |
| Direttore           | Alistair Johnston |
| Direttore           | Graeme Park       |
| Direttore           | John Bennett      |
| Direttore           | Barry Scott       |
| Direttore           | Julian Wolhardt   |
| Segretario          | James Blair       |
| Ambasciatore        | Richard Gough     |
| Ambasciatore        | Derek Johnstone   |
| Ambasciatore        | Mark Hateley      |

### Sponsor
| Anno      | Fornitore tecnico | Sponsor          |       |       |
| --------- | ----------------- | ---------------- | ----- | ----- |
| 1978-1984 | Umbro             | Nessuno          |       |       |
| 1984-1987 | Umbro             | CR Smith         |       |       |
| 1987-1990 | Umbro             | McEwan's Lager   |       |       |
| 1990-1992 | Admiral           | McEwan's Lager   |       |       |
| 1992-1997 | Adidas            | McEwan's Lager   |       |       |
| 1997-1999 | Nike              | McEwan's Lager   |       |       |
| 1999-2002 | Nike              | NTL              |       |       |
| 2002-2003 | Diadora           | NTL              |       |       |
| 2003-2005 | Diadora           | Carling          |       |       |
| 2005-2010 | Umbro             | Carling          |       |       |
| 2010-2013 | Umbro             | Tennent's        |       |       |
| 2013-2014 | Puma              | Blackthorn Cider |       |       |
| 2014-2017 | Puma              | 32Red            |       |       |
| 2017-2020 | Hummel            | 32Red            |       |       |
| 2020-2025 | Castore           | 32Red            | 2025- | Umbro |

## Allenatori
| Nome                        | Periodo   | Campionati | Coppe naz. | Coppe di Lega | Coppa delle Coppe | Totale |
| --------------------------- | --------- | ---------- | ---------- | ------------- | ----------------- | ------ |
| William Wilton              | 1899-1921 | 8          | 1          | —             | —                 | 9      |
| Bill Struth                 | 1921-1954 | 18         | 10         | 2             | —                 | 30     |
| Scot Symon                  | 1954-1967 | 6          | 5          | 4             | —                 | 15     |
| David White                 | 1967-1969 | 0          | 0          | 0             | 0                 | 0      |
| William Waddell             | 1969-1972 | 0          | 0          | 1             | 1                 | 2      |
| Jock Wallace                | 1972-1978 | 3          | 3          | 2             | 0                 | 8      |
| John Greig                  | 1978-1983 | 0          | 2          | 2             | 0                 | 4      |
| Jock Wallace                | 1983-1986 | 0          | 0          | 2             | 0                 | 2      |
| Graeme Souness              | 1986-1991 | 3          | 0          | 4             | 0                 | 7      |
| Walter Smith                | 1991-1998 | 7          | 3          | 3             | 0                 | 13     |
| Dick Advocaat               | 1998-2001 | 2          | 2          | 1             | 0                 | 5      |
| Alex McLeish                | 2001-2006 | 2          | 2          | 3             | 0                 | 7      |
| Paul Le Guen                | 2006-2007 | 0          | 0          | 0             | 0                 | 0      |
| Walter Smith                | 2007-2011 | 3          | 2          | 3             | 0                 | 8      |
| Ally McCoist                | 2011-2014 | 2          | 0          | 0             | 0                 | 2      |
| Mark Warburton              | 2015-2017 | 1          | 0          | 0             | 0                 | 1      |
| Pedro Caixinha              | 2017-2018 | 0          | 0          | 0             | 0                 | 0      |
| Graeme Murty                | 2017-2018 | 0          | 0          | 0             | 0                 | 0      |
| Steven Gerrard              | 2018-2021 | 1          | 0          | 0             | 0                 | 1      |
| Giovanni van Bronckhorst    | 2021-2022 | 0          | 1          | 0             | 0                 | 1      |
| Michael Beale               | 2022-2023 | 0          | 0          | 0             | 0                 | 0      |
| Philippe Clement            | 2023-2025 | 0          | 0          | 1             | 0                 | 1      |
| Barry Ferguson (Ad Interim) | 2025      | 0          | 0          | 0             | 0                 | 0      |

Allenatori ad interim sono stati Willie Thornton (2 partite nel 1969), Tommy McLean (4 partite nel 1983), Ian Durrant (1 partita nel 2007), Graeme Murty (6 partite nel 2017) e Steven Davis (1 partita nel 2023).

## Giocatori

### Presenze e reti
| Record di presenze - 755 John Greig (1961-78) - 674 Sandy Jardine (1964-82) - 581 Ally McCoist (1983-98) - 580 Sandy Archibald (1917-34) - 563 David Meiklejohn (1919-36) - 555 Dougie Gray (1925-47) - 546 Derek Johnstone (1970-82; 1985-86) - 540 Davie Cooper (1977-89) - 535 Peter McCloy (1970-86) - 526 Ian McColl (1945-60) | Record di reti - 355 Ally McCoist (1983-98) - 261 Bob McPhail (1927-40) - 249 Jimmy Smith (1930-46) - 223 Jimmy Fleming (1925-34) - 210 Derek Johnstone (1970-82; 1985-86) - 206 Ralph Brand (1954-65) - 195 Willie Reid (1909-20) - 194 Willie Thornton (1936-54) - 184 Robert Hamilton (1897-08) - 182 Andy Cunningham (1914-29) |

### Capitani
| Nome             | Periodo                      |
| ---------------- | ---------------------------- |
| Tom Vallance     | 1876-1882                    |
| David Mitchell   | 1882-1894                    |
| John McPherson   | 1894-1898                    |
| Robert Hamilton  | 1898-1906                    |
| Robert Campbell  | (Quattro anni fra 1906-1916) |
| Tommy Cairns     | 1916-1926                    |
| Bert Manderson   | 1926-1927                    |
| Tommy Muirhead   | 1927-1930                    |
| David Meiklejohn | 1930-1938                    |
| Jimmy Simpson    | 1938-1940                    |
| Jock Shaw        | 1940-1957                    |
| George Young     | 1953-1957                    |
| Ian McColl       | 1957-1960                    |
| Eric Caldow      | 1960-1962                    |
| Bobby Shearer    | 1962-1965                    |
| John Greig       | 1965-1978                    |
| Derek Johnstone  | 1978-1983                    |
| John McClelland  | 1983-1984                    |

| Nome             | Periodo       |
| ---------------- | ------------- |
| Craig Paterson   | 1984-1986     |
| Terry Butcher    | 1986-1990     |
| Richard Gough    | 1990-1997     |
| Richard Gough    | 1997-1998     |
| Brian Laudrup    | 1997          |
| Lorenzo Amoruso  | 1998-2000     |
| Barry Ferguson   | 2000-2003     |
| Barry Ferguson   | 2005-2007     |
| Barry Ferguson   | 2007-2009     |
| Craig Moore      | 2003-2004     |
| Stefan Klos      | 2004-2005     |
| Gavin Rae        | 2007          |
| David Weir       | 2009-2012     |
| Steven Davis     | 2012          |
| Carlos Bocanegra | 2012          |
| Lee McCulloch    | 2012-2015     |
| Lee Wallace      | 2015-2018     |
| James Tavernier  | 2018-presente |

### Migliore squadra di club nella storia (1999)
- Andy Goram
- John Greig
- Terry Butcher
- Richard Gough
- Sandy Jardine
- Davie Cooper
- Jim Baxter
- Paul Gascoigne
- Brian Laudrup
- Mark Hateley
- Ally McCoist

### Scottish Hall of Fame
Dal 2019, 33 giocatori dei Rangers sono entrati nella Scottish Hall of Fame
- John Greig - 2004
- Graeme Souness - 2004
- Sir Alex Ferguson - 2004
- Jim Baxter - 2004
- Willie Woodburn - 2004
- Alex McLeish - 2005
- Willie Waddell - 2005
- George Young - 2005
- Alan Morton - 2005
- Davie Cooper - 2006
- Brian Laudrup - 2006

- Sandy Jardine - 2006
- Willie Henderson - 2006
- Richard Gough - 2006
- Walter Smith - 2007
- Ally McCoist - 2007
- Eric Caldow - 2007
- Derek Johnstone - 2008
- Bill Struth - 2008
- David Meiklejohn - 2009
- Mo Johnston - 2009
- Andy Goram - 2010

- Robert Smyth McColl - 2011
- Terry Butcher - 2011
- Bob McPhail - 2012
- Scot Symon - 2013
- Davie Wilson - 2014
- Bobby Brown - 2015
- Jock Wallace - 2016
- Archie Knox - 2018
- Ian McMillan - 2018
- Tommy McLean - 2019
- Colin Stein - 2019

### Scotland Roll of Honour
I nove giocatori che hanno ottenuto il riconoscimento mentre giocavano per i Rangers sono:
- David Weir - 2006, 69 presenze
- Kenny Miller - 2010, 69 presenze
- Christian Dailly - 2003, 67 presenze
- Richard Gough - 1990, 61 presenze
- Ally McCoist - 1996, 61 presenze
- George Young - 1956, 54 presenze
- Graeme Souness - 1985, 54 presenze
- Colin Hendry - 2001, 51 presenze
- Steven Naismith - 2019, 51 presenze
- Alan Hutton - 2016, 50 presenze

### Scottish Sports Hall of Fame
Tre giocatori dei Rangers sono stati ammessi alla Scottish Sports Hall of Fame:
- Jim Baxter - 2002
- John Greig - 2002
- Ally McCoist - 2007

## Palmarès

### Competizioni nazionali
- Campionato scozzese: 55  (record condiviso con il Celtic)

1890-1891, 1898-1899, 1899-1900, 1900-1901, 1901-1902, 1910-1911, 1911-1912, 1912-1913, 1917-1918, 1919-1920 
 1920-1921, 1922-1923, 1923-1924, 1924-1925, 1926-1927, 1927-1928, 1928-1929, 1929-1930, 1930-1931, 1932-1933  
 1933-1934, 1934-1935, 1936-1937, 1938-1939, 1946-1947, 1948-1949, 1949-1950, 1952-1953, 1955-1956, 1956-1957   
 1958-1959, 1960-1961, 1962-1963, 1963-1964, 1974-1975, 1975-1976, 1977-1978, 1986-1987, 1988-1989, 1989-1990    
 1990-1991, 1991-1992, 1992-1993, 1993-1994, 1994-1995, 1995-1996, 1996-1997, 1998-1999, 1999-2000, 2002-2003     
 2004-2005, 2008-2009, 2009-2010, 2010-2011, 2020-2021
- Coppa di Scozia: 34

1893-1894, 1896-1897, 1897-1898, 1902-1903, 1927-1928, 1929-1930, 1931-1932, 1933-1934, 1934-1935, 1935-1936, 1947-1948, 1948-1949, 1949-1950, 1952-1953, 1959-1960, 1961-1962, 1962-1963, 1963-1964, 1965-1966, 1972-1973, 1975-1976, 1977-1978, 1978-1979, 1980-1981, 1991-1992, 1992-1993, 1995-1996, 1998-1999, 1999-2000, 2001-2002, 2002-2003, 2007-2008, 2008-2009, 2021-2022
- Coppa di Lega scozzese: 28  (record)

1946-1947, 1948-1949, 1960-1961, 1961-1962, 1963-1964, 1964-1965, 1970-1971, 1975-1976, 1977-1978, 1978-1979, 1981-1982, 1983-1984, 1984-1985, 1986-1987, 1987-1988, 1988-1989, 1990-1991, 1992-1993, 1993-1994, 1996-1997, 1998-1999, 2001-2002, 2002-2003, 2004-2005, 2007-2008, 2009-2010, 2010-2011, 2023-2024
- Scottish Championship: 1

2015-2016
- Scottish League One: 1

2013-2014
- Scottish League Two: 1

2012-2013
- Scottish Challenge Cup: 1

2015-2016

### Competizioni regionali
- Glasgow Cup: 44 (interrotta nel 1989 e ripristinata nel 2008 per le rappresentative under18)

1893, 1894, 1897, 1898, 1900, 1901, 1902, 1911, 1912, 1913, 1914, 1918, 1919, 1922, 1923, 1924, 1925, 1930, 1932, 1933, 1934, 1936, 1937, 1938, 1940, 1942, 1943, 1944, 1945, 1948, 1950, 1954, 1957, 1958, 1960, 1969, 1971, 1975*, 1976, 1979, 1983, 1985, 1986, 1987
(*L'edizione del 1975 è in condivisione con il Celtic dopo il pareggio per 2-2 in finale)
- Glasgow Merchants Charity Cup: 32

1878–79, 1896–97, 1899–1900, 1903–04, 1905–06, 1906–07, 1908–09, 1910–11, 1918–19, 1921–22, 1922–23, 1924–25, 1927–28, 1928–29, 1929–30, 1930–31, 1931–32, 1932–33, 1933–34, 1938–39, 1939–40, 1940–41, 1941–42, 1943–44, 1944–45, 1945–46, 1946–47, 1947–48, 1950–51, 1954–55, 1956–57, 1959–60
- Glasgow Football League: 2[74]

1895-96, 1897-98

### Competizioni giovanili
- Milk Cup: 2

1984, 1992

### Competizioni internazionali
- Coppa delle Coppe: 1  (record scozzese condiviso con l'Aberdeen)

1971-1972

### Altri piazzamenti
- Coppa delle Coppe:

Finalista: 1960-1961, 1966-1967
- Coppa UEFA/Europa League:

Finalista: 2007-2008, 2021-2022
- Scottish Championship:

Terzo posto: 2014-2015
- Scottish Challenge Cup:

Finalista: 2013-2014
Semifinalista: 2014-2015
- Coppa d'Inghilterra:

Semifinalista: 1886-1887

## Statistiche e record

### Partecipazioni ai campionati
| Livello | Categoria                 | Partecipazioni | Debutto   | Ultima stagione | Totale |
| ------- | ------------------------- | -------------- | --------- | --------------- | ------ |
| 1°      | Scottish Football League  | 9              | 1890-1891 | 1920-1921       | 124    |
| 1°      | Scottish Division One     | 64             | 1893-1894 | 1974-1975       | 124    |
| 1°      | Scottish Division A       | 5              | 1946-1947 | 1950-1951       | 124    |
| 1°      | Scottish Premier Division | 23             | 1975-1976 | 1997-1998       | 124    |
| 1°      | Scottish Premier League   | 14             | 1998-1999 | 2011-2012       | 124    |
| 1°      | Scottish Premiership      | 9              | 2016-2017 | 2024-2025       | 124    |
| 2°      | Scottish Championship     | 2              | 2014-2015 | 2015-2016       | 2      |
| 3°      | Scottish League One       | 1              | 2013-2014 | 2013-2014       | 1      |
| 4°      | Scottish Third Division   | 1              | 2012-2013 | 2012-2013       | 1      |

### Statistiche nelle competizioni UEFA
Tabella aggiornata alla fine della stagione 2023-24.
| Competizione                             | Partecipazioni | G   | V  | N  | P  | RF  | RS  |
| ---------------------------------------- | -------------- | --- | -- | -- | -- | --- | --- |
| Coppa dei Campioni/UEFA Champions League | 33             | 177 | 65 | 44 | 68 | 247 | 250 |
| Coppa delle Coppe                        | 10             | 54  | 27 | 11 | 16 | 100 | 62  |
| Supercoppa UEFA                          | 1              | 2   | 0  | 0  | 2  | 3   | 6   |
| Coppa UEFA/UEFA Europa League            | 21             | 147 | 66 | 45 | 36 | 220 | 147 |
| Coppa delle Fiere                        | 3              | 18  | 8  | 4  | 6  | 27  | 17  |

### Record di squadra
Il Rangers fu tra i fondatori del campionato di calcio scozzese nel 1890 e partecipò dunque al campionato nazionale di prima divisione fin dalla prima edizione nel 1890-1891. Da quell'anno ha partecipato a 118 edizioni della massima serie, vincendone 55 e saltando solo quelle non disputate per cause belliche. Solo il fallimento del 2012 ha rotto questa serie ultracentenaria, lasciando solo il Celtic quale unica squadra scozzese a non aver mai giocato nelle categorie inferiori.
I Rangers detengono il record mondiale di vittorie in campionati nazionali, condiviso con la squadra nordirlandese del Linfield e di trofei ufficiali (nazionali e internazionali) a livello professionistico. Essi detengono altresì il primato mondiale di treble campionato / Coppa Nazionale / Coppa di Lega (7 contro le 5 del Celtic, unica altra squadra ad esserci riuscita). Nel 2000 furono il primo club professionista al mondo a raggiungere il traguardo del 100º torneo ufficiale vinto (all'epoca 49 titoli nazionali, 29 Coppe di Scozia, 21 Coppe di Lega e 1 Coppa delle Coppe).
Le vittorie con il maggior scarto del club furono dei 13-0 ottenuti contro Possilpark (Coppa di Scozia 1877-78), Uddingston (Coppa di Scozia 1877-78) e Kelvinside (Coppa di Scozia 1889-90); per quanto riguarda il campionato invece la vittoria più schiacciante fu Rangers-Hibernian 10-0 (campionato 1898-99). La sconfitta con il maggiore scarto in campionato fu Rangers-Dumbarton 0-6 (campionato 1891-92).
- Percentuale di vittorie in campionato: 100% in Scottish Division One 1898-1899, 100% in Scottish Premiership 2020-2021
- Titoli di Campionato Scozzese: 55
- Treble nazionali: 7
- Numero di trofei vinti: 120
- Maggior numero di spettatori: 143.570 spettatori, Rangers - Hibernian, Coppa di Scozia, 27 marzo 1948
- Maggior numero di spettatori in campionato: 118.567 spettatori, Rangers - Celtic, 2 gennaio 1939
- Vittorie più ampie:
  - 14-2 contro Whitehill, Coppa di Scozia, 29 settembre 1883
  - 14-2 contro Blairgowrie, Coppa di Scozia, 20 gennaio 1934
  - 13-0 contro Possilpark, Coppa di Scozia, 6 ottobre 1877
  - 13-0 contro Uddingston, Coppa di Scozia, 10 novembre 1877
  - 13-0 contro Kelvinside Athletic, Coppa di Scozia, 28 settembre 1889
- Vittoria più ampia in campionato:
  - 10-0 contro Hibernian, 24 dicembre 1898 (in casa)
  - 10-2 contro Raith Rovers 16 dicembre 1967 (fuori casa)
- Sconfitta più pesante:
  - 1-7 contro Celtic, Coppa di Lega, 19 ottobre 1957
- Sconfitta più pesante in campionato:
  - 0-6 contro Dumbarton, 4 maggio, 1892 (125 anni)
- Nella stagione 2012-2013 in Scottish Third Division fu registrato il record mondiale di presenze per un campionato di quarto livello: il 18 agosto 2012, 49.118 spettatori assistettero alla partita Rangers - East Stirlingshire.

### Record individuali
Il giocatore che detiene il record di presenze in campionato è Sandy Archibald, con 513 presenze. Il giocatore con più presenze in assoluto è invece John Greig (755 presenze tra il 1960 e il 1978).
Il giocatore che ha segnato più gol in assoluto è Ally McCoist, con 355 reti realizzate tra il 1983 e il 1998. Lo stesso McCoist detiene anche il record di gol in campionato, con 251 reti, Il record del maggior numero di gol segnati in una stagione appartiene a Jim Forrest (57 gol nella stagione 1964/65) mentre per quanto riguarda unicamente il campionato il primato è detenuto da Sam English (44 reti nella stagione 1931/32).
L'attaccante Marco Negri (Milano, 27 ottobre 1970) venne acquistato dal club scozzese per 3,5 milioni di sterline nella stagione 1996-97 dal Perugia appena retrocesso in serie B. In Scozia l'attaccante italiano visse un'immediata esplosione, che lo portò a realizzare 32 gol in 29 partite nella stagione 1997-1998; Negri si presentò oltremanica siglando 23 reti nelle prime 10 partite (miglior media in Europa) e il 23 agosto 1997 mise a segno una cinquina al Dundee, eguagliando Paul Sturrock e diventando il secondo giocatore nella storia del campionato scozzese a segnare 5 reti in una partita.
Venne eletto più volte Player of the month e si aggiudicò a fine stagione il titolo di capocannoniere del torneo scozzese: Negri entrò così nel ristretto novero dei calciatori italiani capaci di vincere la classifica marcatori in un campionato straniero, e i suoi gol gli valsero a livello mondiale il 5º posto nella graduatoria annuale della Scarpa d'oro e l'inserimento tra i primi 100 (al 91º posto) nel FIFA World Player of the Year 1997.
La stagione 1997-1998 rappresentò il punto più alto nella carriera del calciatore. In quel periodo subì un incidente alla retina dell'occhio avvenuto durante una partita di squash con il compagno di squadra Sergio Porrini, che lo costrinse a fermarsi per più di un mese e mezzo. Dopo l'infortunio tornò a giocare in squadra, ma fu vittima di un'altra serie di problemi fisici: prima una polmonite, poi un infortunio alla schiena e infine un'operazione per curare un'ernia.
Per i successivi due anni non riuscì a giocare e ad allenarsi con continuità, e non offrì più le prestazioni del passato; a metà della stagione 1998-1999, l'allenatore lo escluse dalla squadra e il presidente gli congelò lo stipendio. Chiusa l'esperienza scozzese, nel gennaio del 1999 fu dato in prestito al Vicenza, dove restò un anno; nel 2001, non rientrando nei piani del nuovo manager dei Rangers Dick Advocaat, fu definitivamente ceduto al Bologna, dove aveva già militato a metà anni novanta.
L'acquisto più costoso è stato finora quello di Tore André Flo (costato 12.500.000 sterline) mentre invece la cifra più alta incassata da una cessione fu 8.500.000 sterline dal Arsenal per Giovanni Van Bronckhorst (2001).
- Numero di presenze (in tutte le competizioni):  John Greig - 755 (1960-1978)
  -  Dougie Gray ha giocato 940 partite tra il 1925 e il 1947, ma 385 disputate durante la seconda guerra mondiale che, pertanto, non sono considerate ufficiali.
- Numero di presenze in campionato:  Sandy Archibald - 513 (1917-1934)
- Capocannoniere (in tutte le competizioni):  Ally McCoist - 355 (1983-1998)
  -  Jimmy Smith ha segnato 381 gol tra il 1929 e il 1946, ma 102 segnati durante la seconda guerra mondiale che, pertanto, non sono considerati ufficiali.
- Capocannoniere del campionato:  Ally McCoist - 251 (1983-1998)
- Numero di presenze in competizioni europee:  Barry Ferguson - 82 (1998-2003 e 2004-2009)
- Numero di presenze in nazionale durante l'esperienza in squadra:  Ally McCoist, 61 presenze, 1983-1998
- Cessione più redditizia:  Alan Hutton - £9 milioni (2008: Tottenham)
- Acquisto più costoso:  Tore André Flo - £12,5 milioni (2001: Chelsea)

## Tifoseria
I sostenitori dei Rangers provengono tradizionalmente dalla comunità protestante e unionista scozzese e nordirlandese. La composizione politica, religiosa e sociale della tifoseria ha portato nel corso degli anni alla celeberrima rivalità con il Celtic (storicamente tifato dalla popolazione cattolica, indipendentista e socialista), sfociata in molti casi in episodi di violenza settaria tra le due tifoserie.
Il club ha una tifoseria globale, con una diffusione in tutto il mondo di oltre 600 club di sostenitori, dal Nord America all'Australasia al Medio Oriente a quelli più vicini a casa nel Regno Unito. I tifosi dei Rangers in tutto il mondo sono diversi milioni ed il sito del club riconosce oltre 150 fans club solo in Gran Bretagna e Irlanda del Nord, con 95 altri club distribuiti in oltre 20 paesi in tutto il mondo. Uno dei club calcistici più famosi di Hong Kong, gli Hong Kong Rangers, deve il suo nome ai Rangers scozzesi, di cui il fondatore della squadra asiatica (uno scozzese espatriato) era un accanito tifoso. 
I giocatori e i tifosi dei Rangers vengono soprannominati Teddy Bears (orsacchiotti) per assonanza con Gers (diminutivo di Rangers) o Blue Noses (nasi blu) dal colore delle maglie della squadra. Vengono invece soprannominati Huns (Unni) dai tifosi dei rivali del Celtic.
I tifosi dei Rangers hanno fatto registrare alcuni record in merito al numero di presenze allo stadio, tra cui la più alta partecipazione casalinga per una partita di campionato (118.567 spettatori) il 2 gennaio 1939, mentre il record di pubblico nella storia del club è di 143.570 spettatori per la semifinale della Coppa di Scozia del 1948 contro l'Hibernian. Il 18 agosto 2012, per la prima partita dei Rangers in quarta serie, sono presenti allo stadio 49.118 tifosi. Viene stabilito così un nuovo record di spettatori per una partita di quarta serie.
L'inno della squadra è considerato essere Follow Follow, ma molto cantata sugli spalti di Ibrox è anche la canzone popolare The Billy Boys (molto controversa per il suo significato anti-cattolico ed anti-irlandese).

### Rivalità
La rivalità più sentita è con i vicini di Glasgow, Celtic. I due club sono conosciuti collettivamente come The Old Firm. Il sostegno tradizionale dei Rangers è ampiamente tratto dalla comunità protestante dell'Unione, mentre il sostegno tradizionale di Celtic è ampiamente tratto dalla comunità cattolica. La prima partita di Old Firm è stata vinta dal Celtic e ci sono state oltre quattrocento partite giocate fino ad oggi. La rivalità della vecchia impresa ha alimentato molti attacchi, talvolta che portarono a morti, nei giorni derby di Old Firm; un gruppo di attivisti che controlla l'attività settentrionale a Glasgow ha riferito che nei week-end di Old Firm, le ammissioni nelle sale di pronto soccorso ospedaliero sono aumentate rispetto ai normali livelli e il giornalista Franklin Foer ha osservato che nel periodo 1996-2003 otto morti a Glasgow erano direttamente collegati all'Old Firm, così come centinaia di assalti.
La promozione dei Rangers nella Terza Divisione nella stagione 2012-13 ha rievocato la rivalità originale del club col Queen's Park, ritrovato per la prima volta dal 1958 in campionato. Rangers e Queen's Park si sono incontrati per la prima volta nel marzo 1874, circa quattordici anni prima dell'inizio della rivalità Old Firm. Le partite col Queen's Park sono state pubblicizzate come "Original Glasgow Derby" dai Rangers e dai media scozzesi e come il "Derby più antico al mondo" dal Queen's Park.

## Organico

### Rosa 2025-2026
Aggiornata al 22 luglio 2025.
| N. |                           | Ruolo | Calciatore                 |
| -- | ------------------------- | ----- | -------------------------- |
| 1  | Inghilterra (bandiera)    | P     | Jack Butland               |
| 2  | Inghilterra (bandiera)    | D     | James Tavernier (capitano) |
| 3  | Inghilterra (bandiera)    | D     | Max Aarons                 |
| 4  | Paesi Bassi (bandiera)    | D     | Robin Pröpper              |
| 5  | Scozia (bandiera)         | D     | John Souttar               |
| 6  | Inghilterra (bandiera)    | C     | Joe Rothwell               |
| 7  | Colombia (bandiera)       | C     | Óscar Cortés               |
| 8  | Scozia (bandiera)         | C     | Connor Barron              |
| 9  | Nigeria (bandiera)        | A     | Cyriel Dessers             |
| 10 | Costa d'Avorio (bandiera) | C     | Mohammed Diomande          |
| 11 | Norvegia (bandiera)       | C     | Thelo Aasgaard             |
| 14 | Albania (bandiera)        | C     | Nedim Bajrami              |
| 15 | Colombia (bandiera)       | C     | José Cifuentes             |
| 16 | Scozia (bandiera)         | C     | Lyall Cameron              |
| 17 | Galles (bandiera)         | A     | Rabbi Matondo              |
| 19 | Francia (bandiera)        | D     | Clinton Nsiala             |
| 20 | Inghilterra (bandiera)    | C     | Kieran Dowell              |

| N. |                             | Ruolo | Calciatore         |
| -- | --------------------------- | ----- | ------------------ |
| 21 | Inghilterra (bandiera)      | D     | Dujon Sterling     |
| 23 | Francia (bandiera)          | A     | Djeidi Gassama     |
| 24 | Burkina Faso (bandiera)     | D     | Nasser Djiga       |
| 26 | Inghilterra (bandiera)      | D     | Ben Davies         |
| 29 | Marocco (bandiera)          | A     | Hamza Igamane      |
| 31 | Scozia (bandiera)           | P     | Liam Kelly         |
| 32 | Scozia (bandiera)           | P     | Kieran Wright      |
| 33 | Turchia (bandiera)          | D     | Rıdvan Yılmaz      |
| 37 | Inghilterra (bandiera)      | D     | Emmanuel Fernandez |
| 38 | Scozia (bandiera)           | D     | Leon King          |
| 43 | Belgio (bandiera)           | C     | Nicolas Raskin     |
| 45 | Irlanda del Nord (bandiera) | A     | Ross McCausland    |
| 47 | Scozia (bandiera)           | D     | Robbie Fraser      |
| 49 | Scozia (bandiera)           | C     | Bailey Rice        |
| 99 | Brasile (bandiera)          | A     | Danilo             |

### Staff tecnico
| Ruolo                              | Nome             |
| ---------------------------------- | ---------------- |
| Allenatore                         | carica vacante   |
| Allenatore in seconda              | carica vacante   |
| Allenatore in seconda              | carica vacante   |
| Allenatore portieri                | carica vacante   |
| Direttore del calcio               | Ross Wilson      |
| Capo di fitness                    | Jordan Milsom    |
| Medico                             | Mark Waller      |
| Fisioterapista                     | Steven Walker    |
| Massaggiatore                      | David Lavery     |
| Capo di analisi                    | Scott Mason      |
| Capo di media tecnici              | Graeme Stevenson |
| Kit controllore                    | Jimmy Bell       |
| Responsabile delle giovanili       | Craig Mulholland |
| Allenatore della U.20              | Graeme Murty     |
| Allenatore in seconda U.18         | Steven Smith     |
| Capo di commerciale                | James Bisgrove   |
| Sostenitori collegamento ufficiale | Greg Marshall    |